# Monster (film 2008)
Monster è un film del 2008 diretto da Erik Estenberg.
È un mockumentary a basso costo prodotto da The Asylum, società specializzata nelle produzioni di film a basso costo per il circuito direct-to-video. Come molti film dell'Asylum, anche questo è stato prodotto per sfruttare il successo di un film uscito nello stesso anno, precisamente Cloverfield.

## Trama
Tokyo, 2007. Due giornaliste - Sarah e Erin Lynch - sono arrivate dagli Stati Uniti per documentare le insolite scosse sismiche che si sono verificate intorno alla città. Si pensa siano scosse di assestamento di un terremoto, avvenuto due anni prima, che aveva causato centinaia di migliaia di vittime e diverse centinaia di miliardi di dollari di danni ma un'attenta analisi delle prove suggerisce il contrario.
Col passare del tempo, la capitale nipponica continua a soffrire di scosse telluriche anomale, simili a quelli registrati nel 2005, ma si scopre che le scosse  non sono causate da un terremoto, ma da una piovra gigantesca che è rimasta dormiente per secoli e che si è risvegliata attaccando gli abitanti della città. Le due giornaliste documentano la catastrofe con vari filmati.
Durante un'intervista alle autorità, si scatena un forte terremoto che sconvolge l'edificio ministeriale. Nel seminterrato del palazzo Sarah e Erin cercano di trovare qualcuno che parli inglese. Alla fine, trovano Justin, un americano che consiglia loro di andare all'ambasciata americana. In seguito, mentre si trovano in un centro commerciale, si verifica un altro sisma e nel caos Justin viene trafitto da un palo. Le giornaliste poi trovano una donna e suo nonno, e con loro mangiano e si riposano non rendendosi conto che Sarah aveva lasciato la telecamera accesa. Un altro terremoto uccide il nonno, le donne si rifugiano in un altro edificio che però crolla improvvisamente: sopravvivono ma il crollo danneggia l'obiettivo della fotocamera.
Intanto la piovra distrugge gli elicotteri del soccorso e lancia delle autovetture contro le persone uccidendone a decine. Segue il panico, Erin abbandona Sarah ma un tentacolo del mostro la ferisce. Inoltre, le batterie della fotocamera si stanno esaurendo. Mentre Sarah piange per Erin si sente lo schianto di un tentacolo che colpisce il suolo, provocando lo schiacciamento e la morte delle due protagoniste.

## Produzione
Il film fu prodotto da The Asylum e girato a Los Angeles, in California, e a Tokyo, in Giappone (per alcuni esterni) nel 2007 con un budget stimato in 500.000 dollari.

## Distribuzione
Il film è stato distribuito solo per l'home video. Alcune delle uscite internazionali sono state:
- 18 gennaio 2008 negli Stati Uniti (Monster)
- 15 gennaio 2008 in Irlanda
- 15 gennaio 2008 nel Regno Unito
- 2 agosto 2008 in Giappone
- 5 maggio 2009 in Ungheria (Iszonyat)
- in Grecia (To Plasma)